# Wahlenbergia papuana
Wahlenbergia papuana är en klockväxtart som beskrevs av Pieter van Royen. Wahlenbergia papuana ingår i släktet Wahlenbergia och familjen klockväxter.
Artens utbredningsområde är Papua Nya Guinea. Inga underarter finns listade i Catalogue of Life.